# Triángulo de Hess

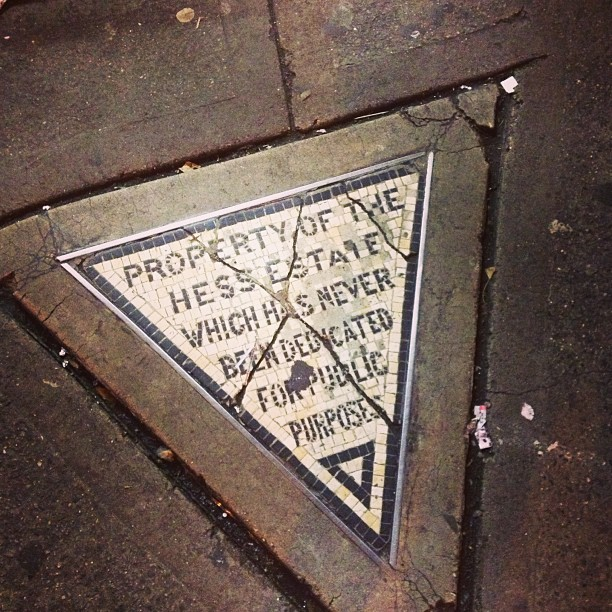
Detalle del triángulo

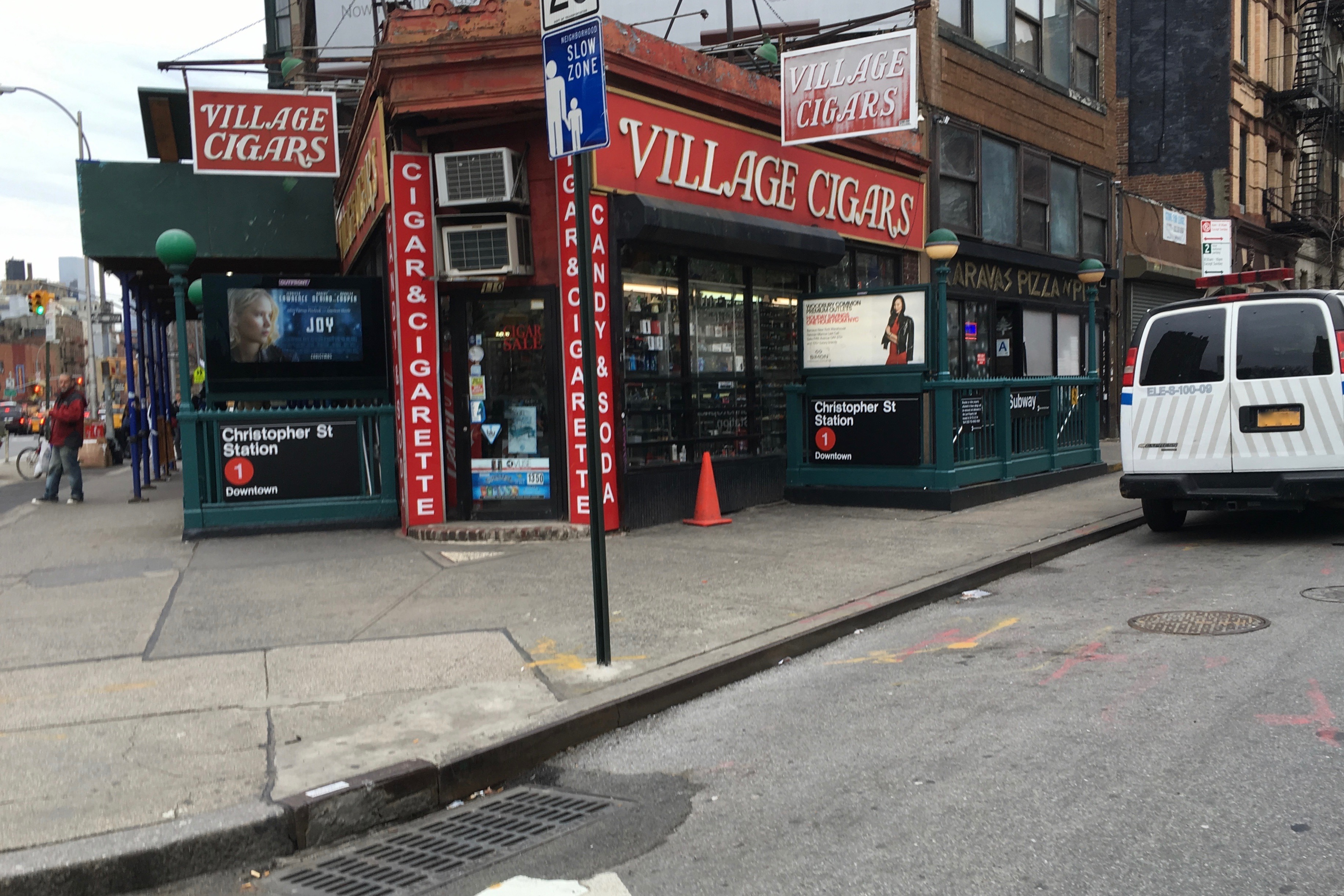
Ubicación del triángulo, justo en la esquina junto a la tienda Village Cigars en la boca de la estación de Christopher Street del metro de Nueva York

El triángulo de Hess es un mosaico de azulejos triangulares situado en una acera del barrio de West Village de Nueva York, en la esquina de la Séptima Avenida y Christopher Street. La placa dice "Propiedad de la finca Hess que nunca ha sido dedicada a fines públicos". La placa es un triángulo isósceles, con una base de 65 cm y 70 cm en los lados.
La placa es el resultado de una disputa entre el gobierno de la ciudad y el patrimonio de David Hess, un propietario de Filadelfia que era dueño del Voorhis, un edificio de apartamentos de cinco pisos. A principios de la década de 1910, la ciudad procedió a expropiar y demoler 253 edificios de la zona con el fin de ampliar la Séptima Avenida y expandir la Línea de la Sexta Avenida y Broadway. Sin embargo, para 1913, la familia Hess había agotado todas las vías legales para impedirlo. Según Ross Duff Wyttock, escribiendo en el Hartford Courant en 1928, los herederos de Hess descubrieron que, cuando la ciudad expropió el Voorhis, las mediciones habían pasado por alto este pequeño rincón de la Parcela 55 y colocaron un aviso de posesión. La ciudad pidió a la familia que donara la diminuta propiedad al público, pero optaron por resistirse e instalaron el actual mosaico desafiante el 27 de julio de 1922.
En 1938 la propiedad, que según se informó era la parcela más pequeña de la ciudad de Nueva York, fue vendida a la tienda adyacente de Village Cigars por 100 dólares (equivalentes a 1816 dólares en 2019). Posteriormente, la Universidad Yeshiva pasó a ser propietaria de la parcela de la tienda, incluido el Triángulo de Hess, y en octubre de 1995 fue vendida por la Yeshiva a 70 Christopher Realty Corporation. Todos los sucesivos propietarios han dejado la placa intacta.